# 曹泰
曹泰（？—？），三國時代曹魏武將，大司馬曹仁之子，曹楷、曹範的兄長，曹初之父。

## 生平
曹魏建立之初伐吴时，曹仁派曹泰攻濡须口。魏军战不利，最终烧营而退。
曹仁在黃初四年（223年）过世後，曹泰便承繼父親的陈侯爵位。曹泰最後官至鎮東將軍、假節，再進封為甯陵侯。曹泰死後，兒子曹初繼襲其爵。曹泰的弟弟曹楷及曹範都受封為列侯。

## 備註
1. ↑  《三國志·諸夏侯曹傳》：「子泰嗣，官至鎮東將軍，假節，轉封甯陵侯。泰薨，子初嗣。又分封泰弟楷、範，皆為列侯。」